# Den samostatnosti a jednoty
Den samostatnosti a jednoty (slovinsky Dan samostojnosti in enotnosti) je slovinský státní svátek, který připadá na 26. prosinec. V tento den byly v roce 1990 vyhlášeny výsledky referenda o osamostatnění republiky, které se uskutečnilo 23. prosince 1990 a v němž se pro samostatnost vyjádřilo 88,5% obyvatel.
Po prvních svobodných volbách v dubnu 1990 začala vládní koalice DEMOS prosazovat uskutečnění referenda o samostatnosti Slovinska. K odpůrcům vyhlášení referenda patřili předseda republikového Předsednictva Milan Kučan, premiér Alojz Peterle, ministr zahraničí Dimitrij Rupel a předseda skupščiny France Bučar. DEMOSu se však návrh podařilo ve skupščině prosadit a proběhlé referendum vyjádřilo vůli Slovinců opustit federaci. Navzdory původnímu nesouhlasu se všichni představitelé Slovinska cítili výsledky referenda vázáni a došlo k přípravám osamostatnění. Hrozbu oddělení Slovinska si uvědomovala také Jugoslávská lidová armáda, která zahájila odzbrojování složek slovinské policie a teritoriální obrany. Kučan společně s ministrem obrany Janšou však již v minulosti provedli kroky, kterými bylo přibližně třicet procent vojenského materiálu slovinské Teritoriální obrany uchráněno před vydáním Jugoslávské lidové armádě. Po vyhlášení referenda byly učiněny všechny kroku k osamostatnění, které mělo být vyhlášeno 26. června. Z obav ze zákroku svazových orgánů byla nezávislost vyhlášena již o den dříve – 25. června 1991. Tento den je slaven jako Den státnosti.
Do roku 2005 nesl svátek pouze označení Den samostatnosti. Přidání slova jednota mělo symbolizovat tehdejší semknutí Slovinců.